# بيتر ريكرز
بيتر ريكرز (بالهولندية: Peter Reekers)‏ (ولد في 2 يونيو 1981) هو لاعب كرة قدم هولندي، يلعب كمدافع.